# Scorpion Island
Scorpion Island är en ö i Saint Lucia.   Den ligger i kvarteret Micoud, i den södra delen av landet. På ön finns skog.